# Hosta pulchella
Hosta pulchella är en sparrisväxtart som beskrevs av N.Fujita. Hosta pulchella ingår i släktet funkior, och familjen sparrisväxter. Inga underarter finns listade i Catalogue of Life.